# Золотоніський район (1923—2020)
Золотоні́ський райо́н — адміністративно-територіальна одиниця Черкаської області, один із 4 районів.
Адміністративний центр району — місто Золотоноша.

## Географія
Район розташований у північно-східній частині Черкаської області на лівому березі Дніпра, у лісостеповій зоні в межах Придніпровської низовини. Межує на сході — з Полтавською областю, на заході — з Канівським районом та Київською областю, на півдні — виходить до Кременчуцького водосховища, по якому проходить кордон з Черкаським районом.

### Природно-заповідний фонд
На території району розташовано 41 об'єктів природно-заповідного фонду. Серед них:
- 3 загальнодержавного значення — Липівський орнітологічний заказник, Горіхове Озеро та Святе Озеро;

- 19 заказників місцевого значення - Бубнівські Сосни, Вільхівський, Вітове, Довгий, Кединогірський, Мар'янівщина, Озеро Широке, Пташині острови, «Стави», Сушківський, Тамарівський, Безбородьківський, Білоусівський, Степанківський, Козацьке, Заплавський, Старорічище, Свічківський, Бабарська оболонь;

- 12 пам'яток природи місцевого значення - Городище, Дерева софори японської, Дуб пірамідальний, Липа Максимовича, Насадження верби плакучої, Оцтові дерева, Оцтові дерева, «Тирса», Хвилів дуб, Ведмежий горіх, Тирса та Тарасова криниця;

- 4 парки-пам'ятки садово-паркового мистецтва - Дендрологічний парк, Меморіальний парк, Природно-історичний комплекс Г. О. Сковороди, Сквер декоративного садівництва;

- 2 заповідних урочища - Бакаївське, Згар-Гришківське.

## Історія
Від 1920 року Золотоноша – повітове місто Кременчуцької губернії, від 1922 року – Полтавської. Район утворений 7 березня 1923 року  у складі Золотоніської округи, ця дата відмічається як день району. З 1925 року район у складі Черкаської, а з 1927 року – Шевченківської округи, ліквідованої 1930 року. Від 1932 року Золотоноша – районний центр Київської, а з 1937 року – Полтавської області. 17 липня 2020 року був укрупнений в рамках адміністративно-територіальної реформи, шляхом приєднання до нього Драбівського та Чорнобаївського районів, а також міста обласного підпорядкування Золотоноші.

## Політика
25 травня 2014 року відбулися Президентські вибори України. У межах Золотоніського району було створено 56 виборчих дільниць. Явка на виборах складала — 67,09 % (проголосували 23 762 із 35 420 виборців). Найбільшу кількість голосів отримав Петро Порошенко — 50,10 % (11 905 виборців); Юлія Тимошенко — 18,44 % (4 382 виборців), Олег Ляшко — 13,13 % (3 121 виборців), Анатолій Гриценко — 8,51 % (2 023 виборців), Сергій Тігіпко — 2,20 % (522 виборців). Решта кандидатів набрали меншу кількість голосів. Кількість недійсних або зіпсованих бюлетенів — 0,80 %.

## Населення
Станом на 1989 рік населення Золотоніського району становило 86377 осіб, Драбівського району — 48780 осіб, Чорнобаївського району — 56598 осіб
Згідно з переписом населення, який проводився 2001 року, населення Золотоніського району складало 48561 особа, міста обласного підпорядкування Золотоноші — 29925 осіб, Драбівського району — 42635 осіб, Чорнобаївського району — 49710 осіб.
Станом на 1 січня 2020 року населення Золотоніського району складало 40640 осіб, міста обласного підпорядкування Золотоноші — 28808 осіб, Драбівського району — 34332 особи, Чорнобаївського району — 40546 осіб. Відповідно, на момент укрупнення району у липні 2020 року, населення району в нових межах становило 144326 осіб.

## Адміністративно-територіальний поділ
До складу району входять 11 об'єднаних територіальних громад:
| Громада                          | Площа, км² | Населення, осіб (2001) | Центр          | Населені пункти |
| -------------------------------- | ---------- | ---------------------- | -------------- | --------------- |
| Великохутірська сільська громада | -          | 4332                   | Великий Хутір  | 5               |
| Вознесенська сільська громада    | -          | 6322                   | Вознесенське   | 8               |
| Гельмязівська сільська громада   | -          | 9886                   | Гельмязів      | 11              |
| Драбівська селищна громада       | -          | 15841                  | Драбів         | 14              |
| Золотоніська міська громада      | -          | 38282                  | Золотоноша     | 15              |
| Зорівська сільська громада       | -          | 4810                   | Зорівка        | 9               |
| Іркліївська сільська громада     | -          | 23802                  | Іркліїв        | 26              |
| Новодмитрівська сільська громада | -          | 12640                  | Нова Дмитрівка | 18              |
| Піщанська сільська громада       | -          | 8475                   | Піщане         | 8               |
| Чорнобаївська селищна громада    | -          | 25633                  | Чорнобай       | 27              |
| Шрамківська сільська громада     | -          | 15487                  | Шрамківка      | 23              |

### Найбільші населені пункти району
| Поселення           | Населення, осіб (1989) | Населення, осіб (2001) |
| ------------------- | ---------------------- | ---------------------- |
| Золотоноша          | 30715                  | 29925                  |
| Чорнобай            | 8783                   | 8598                   |
| Драбів              | 7713                   | 6888                   |
| Гельмязів           | 6002                   | 5142                   |
| Вознесенське        | 4195                   | 3861                   |
| Піщане              | 3941                   | 3799                   |
| Шрамківка           | 3733                   | 3184                   |
| Благодатне          | 3612                   | 3159                   |
| Богодухівка         | 2814                   | 2521                   |
| Драбове-Барятинське | 2691                   | 2503                   |

## Господарство

### Музеї
- Золотоніський краєзнавчий музей — м. Золотоноша, вул. Черкаська, 20;
- Гельмязівський народний краєзнавчий музей — с. Гельмязів;
- Коврайський музей Г. С. Сковороди — с. Коврай, Каврайська середня школа;
- Музей родини Максимовичів — с. Богуславець.

### Пам'ятки історії та архітектури
На теренах краю височать скіфські кургани та козацькі могили.
Серед пам'яток архітектури найвідомішими є:
- Преображенська церква Красногірського монастиря (с. Бакаївка, 1771 р.);
- Троїцька церква (с. Гельмязів, 40-ві роки XIX ст.);
- дерев'яна Параскевська церква (с. Антипівка, 1890 р.);
- Троїцька дерев'яна церква (1794 р.);
- Миколаївська (с. Драбівці, XVIII ст.);
- дерев'яна церква в с. Скориківка (XIX ст.).

### Транспорт
Через територію району проходить залізничні магістралі Москва — Одеса та Київ-Харків, автошляхи державного значення: Н08 (Київ — Дніпро) та Черкаси — Чернігів, а також магістральний газопровід Уренгой—Помари—Ужгород.

## Відомі уродженці
- Василь Романюк (1910—1993) — радянський інструктор-випробувач парашутів, Заслужений тренер СРСР з парашутного спорту, полковник.
- Віктор Жагала (1911—1987) — радянський офіцер-артилерист, Герой Радянського Союзу (1943).
- Іван Степаненко (1920—2007) — радянський військовий льотчик, Двічі Герой Радянського Союзу, в роки Німецько-радянської війни заступник командира авіаескадрильї 4-го винищувального авіаційного полку.
- Пантелеймон Гнучий (1925—1999) — радянський офіцер, Герой Радянського Союзу, в роки радянсько-німецької війни стрілець 105-го гвардійського стрілецького полку 34-ї гвардійської Єнакіївської Червонопрапорної стрілецької дивізії 46-ї армії 3-го Українського фронту, гвардії рядовий.
- Сергій Баштан (1927—2017) — український бандурист, педагог, композитор.
- Григорій Вовчинський (1988) — український лижник, біатлоніст, паралімпійський чемпіон 2014 року.